# Lotte van Hoek
Lotte van Hoek, née le 8 août 1991 à Vlijmen, est une coureuse cycliste néerlandaise des années 2010. Durant sa carrière, elle court sur route et sur piste.

## Biographie
En tant que junior (moins de 19 ans), elle est championne des Pays-Bas du contre-la-montre en 2008 et troisième au championnat néerlandais de poursuite et de course scratch. En 2009, elle conserve son titre de championne des Pays-Bas du contre-la-montre chez les juniors. Avec l'équipe de RWC Ahoy, elle gagne le titre national du contre-la-montre des clubs et se classe troisième (avec Winanda Spoor) de l'américaine aux championnats des Pays-Bas sur piste. Aux championnats du monde juniors à Moscou, elle termine onzième du contre-la-montre et décroche la médaille de bronze de la poursuite par équipes (avec Amy Pieters et Winanda Spoor).
En 2010, elle participe avec la sélection néerlandaise à la Flèche wallonne (abandon) et au Tour des Flandres (75e).

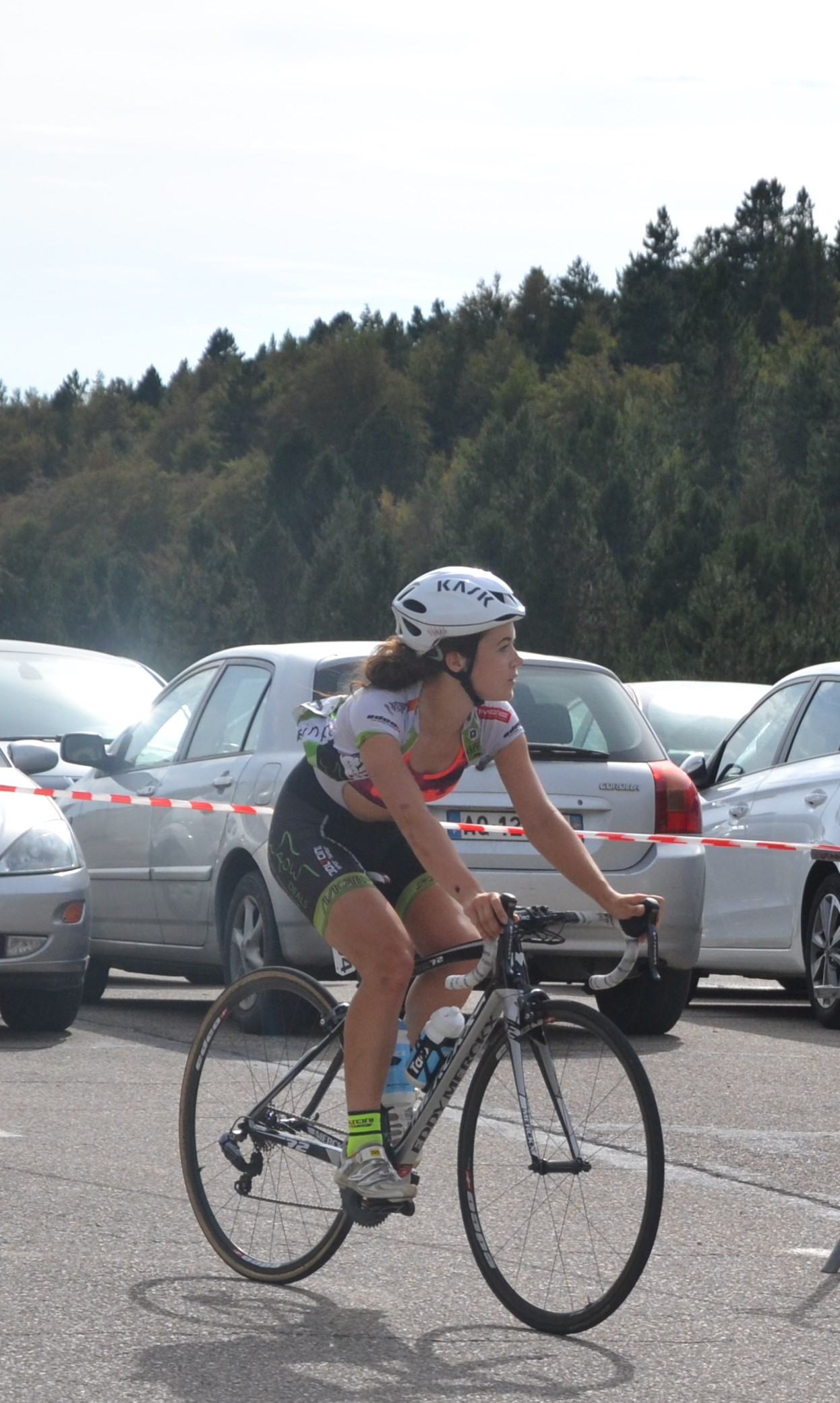
Van Hoek sur le Mont Ventoux lors du Tour de l'Ardèche 2016.

En 2015, elle signe un contrat professionnel avec l'équipe allemande Feminine Cycling Team. À partir de 2016, Van Hoek court pour les Belges de Lares-Waowdeals. L'équipe est renommée en 2018 Doltcini-Van Eyck Sport. Après trois saisons avec cette équipe, elle arrête sa carrière de cycliste.

## Palmarès sur route
- 2006
  - 3e du championnat des Pays-Bas sur route cadettes
- 2007
  - 3e du championnat des Pays-Bas du contre-la-montre cadettes
- 2008
  -  Championne des Pays-Bas du contre-la-montre juniors
- 2009
  -  Championne des Pays-Bas du contre-la-montre juniors
- 2014
  - Omloop van Strijen
  - Ronde van Zuid-Oost Friesland

## Palmarès sur piste

### Championnats du monde juniors
- Moscou 2009 (juniors)
  -  Médaillée de bronze de la poursuite par équipes juniors (avec Amy Pieters et Winanda Spoor)

### Championnats nationaux
- 2009
  - 3e de l'américaine (avec Winanda Spoor)